# Stvolínecké Petrovice
Stvolínecké Petrovice (německy Petersdorf) jsou malá vesnice, část obce Stvolínky v okrese Česká Lípa. Nachází se asi 4 km na sever od Stvolínek. Stvolínecké Petrovice jsou také název katastrálního území o rozloze 3,41 km². V katastrálním území Stvolínecké Petrovice leží i Kolné, Novina a Taneček.

## Historie
První písemná zmínka o vesnici pochází z roku 1588.

## Obyvatelstvo
Při sčítání lidu v roce 1921 zde žilo devadesát obyvatel (z toho 41 mužů), z nichž byl jeden Čechoslovák, jeden příslušník jiné národnosti a 88 Němců. Všichni se hlásili k římskokatolické církvi. Podle sčítání lidu z roku 1930 měla vesnice 92 obyvatel německé národnosti a římskokatolického vyznání.

## Fotogalerie

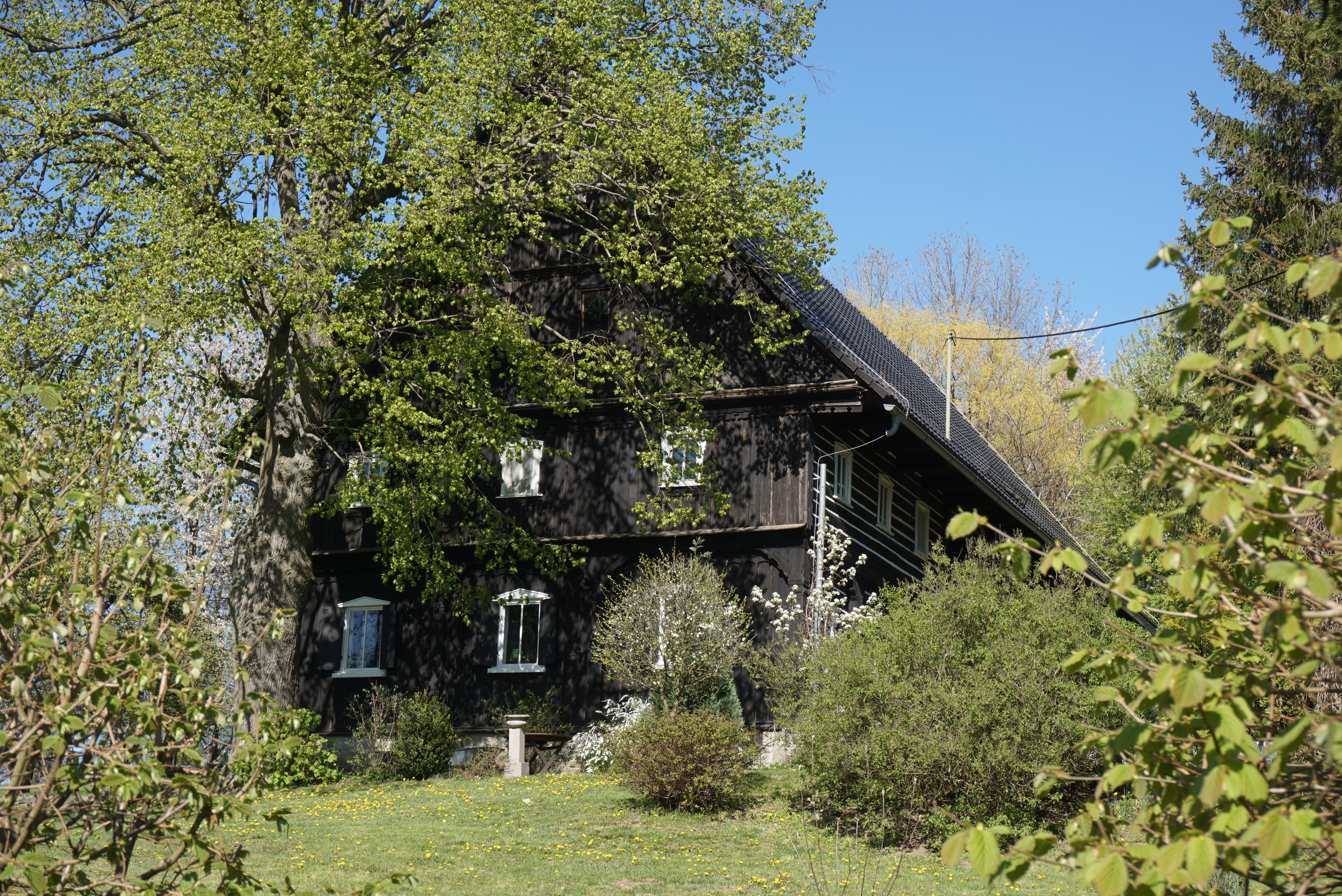
chalupa če. 9
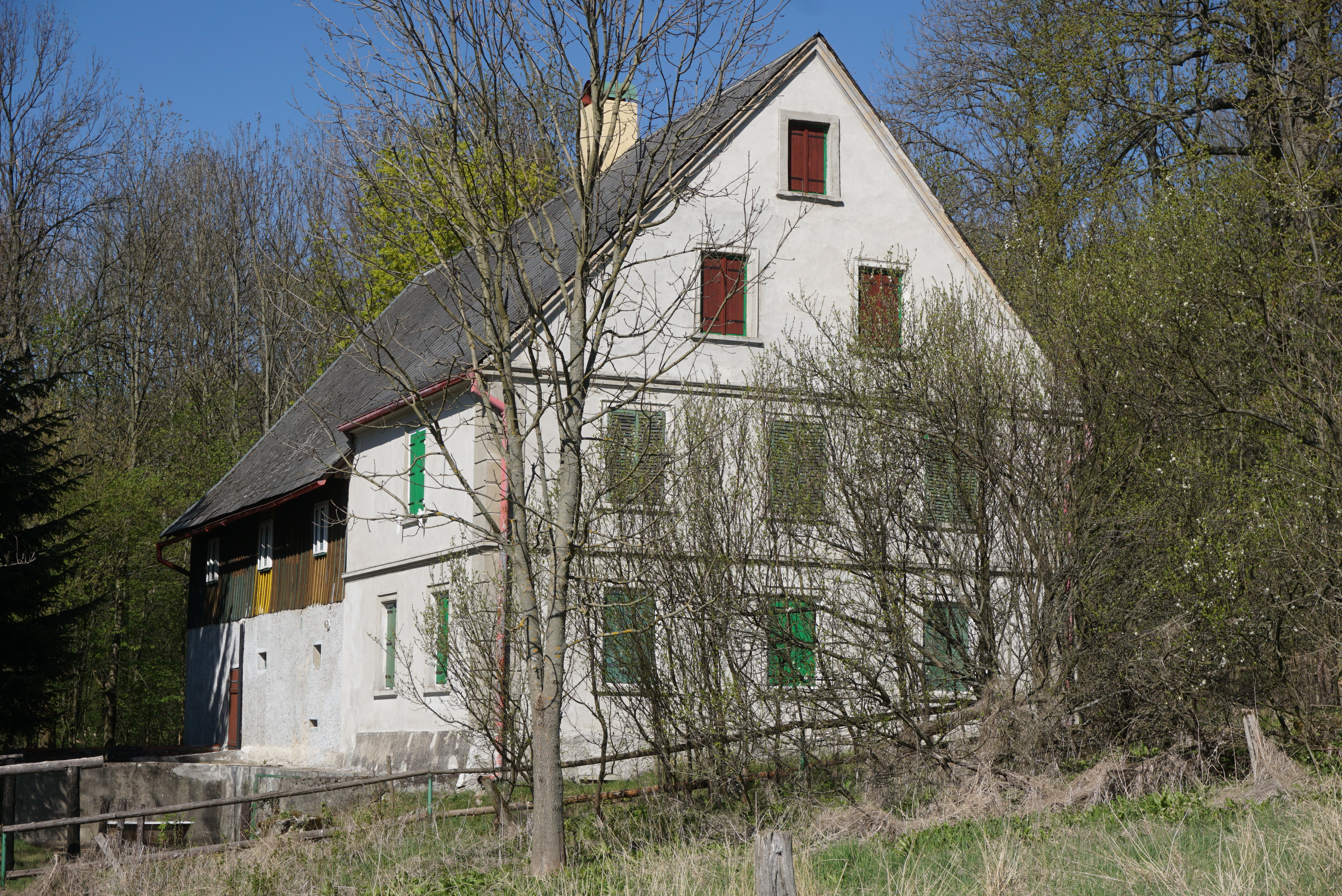
stavení čp. 15
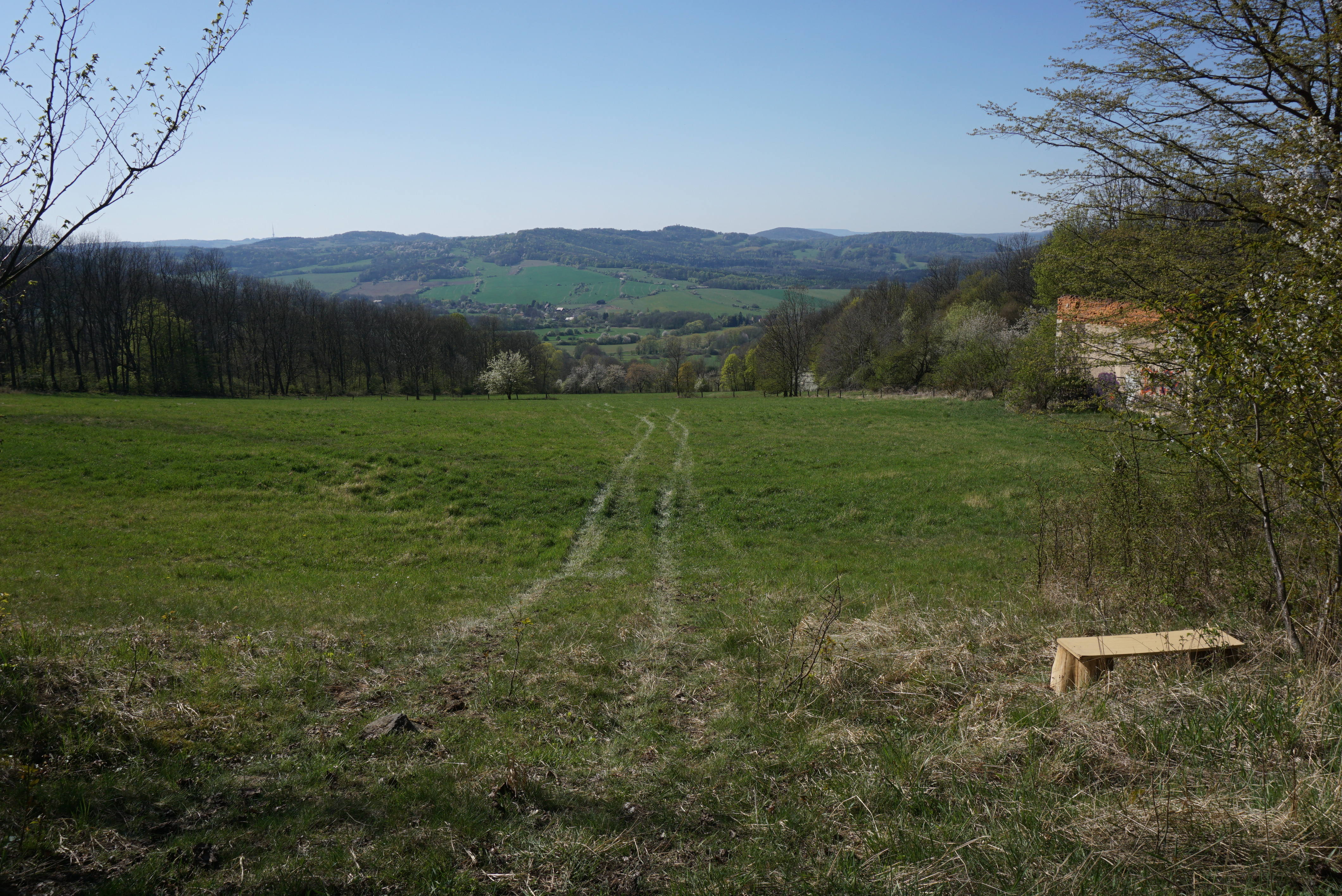
vyhlídka u čp. 15
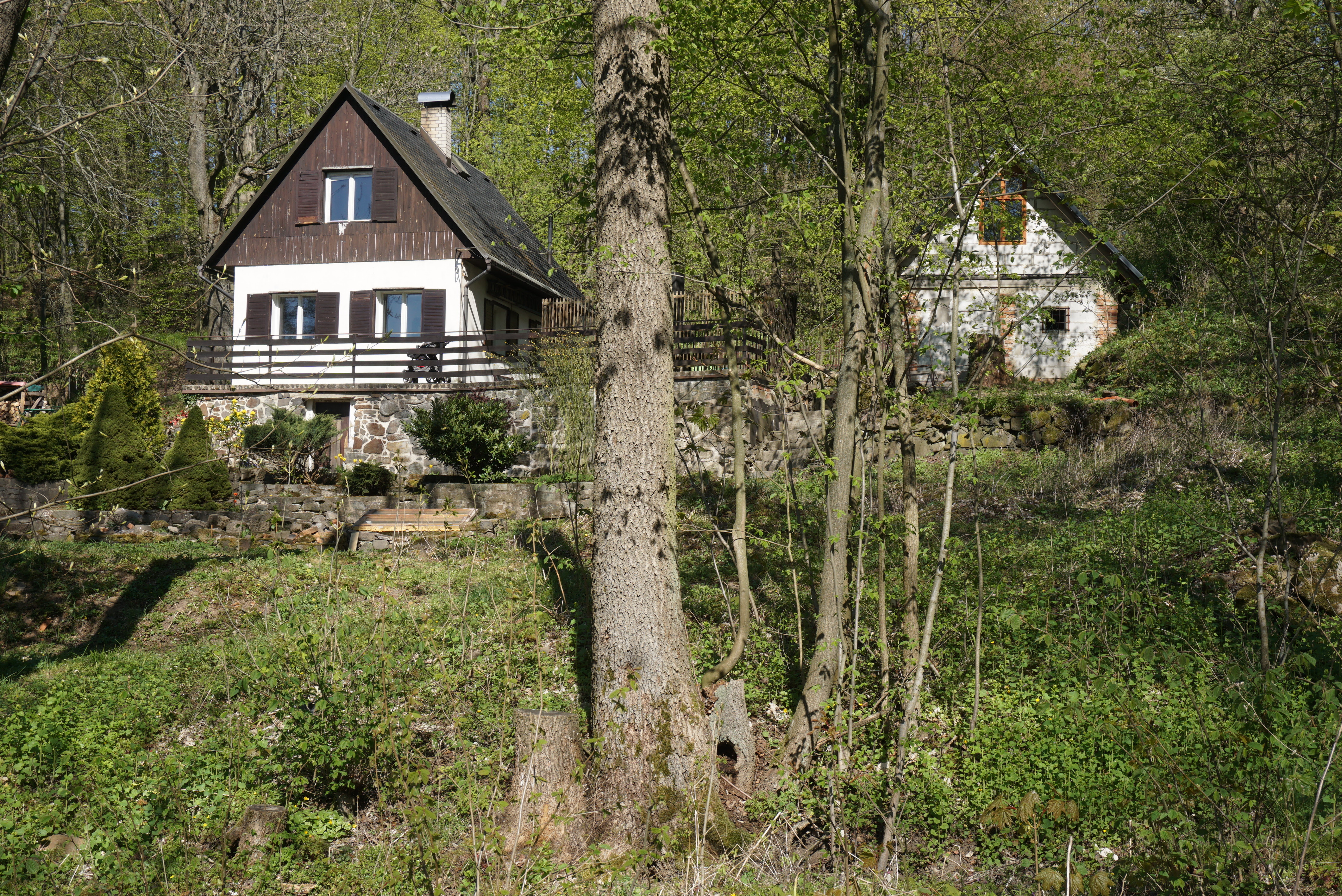
chaty ve středu osady
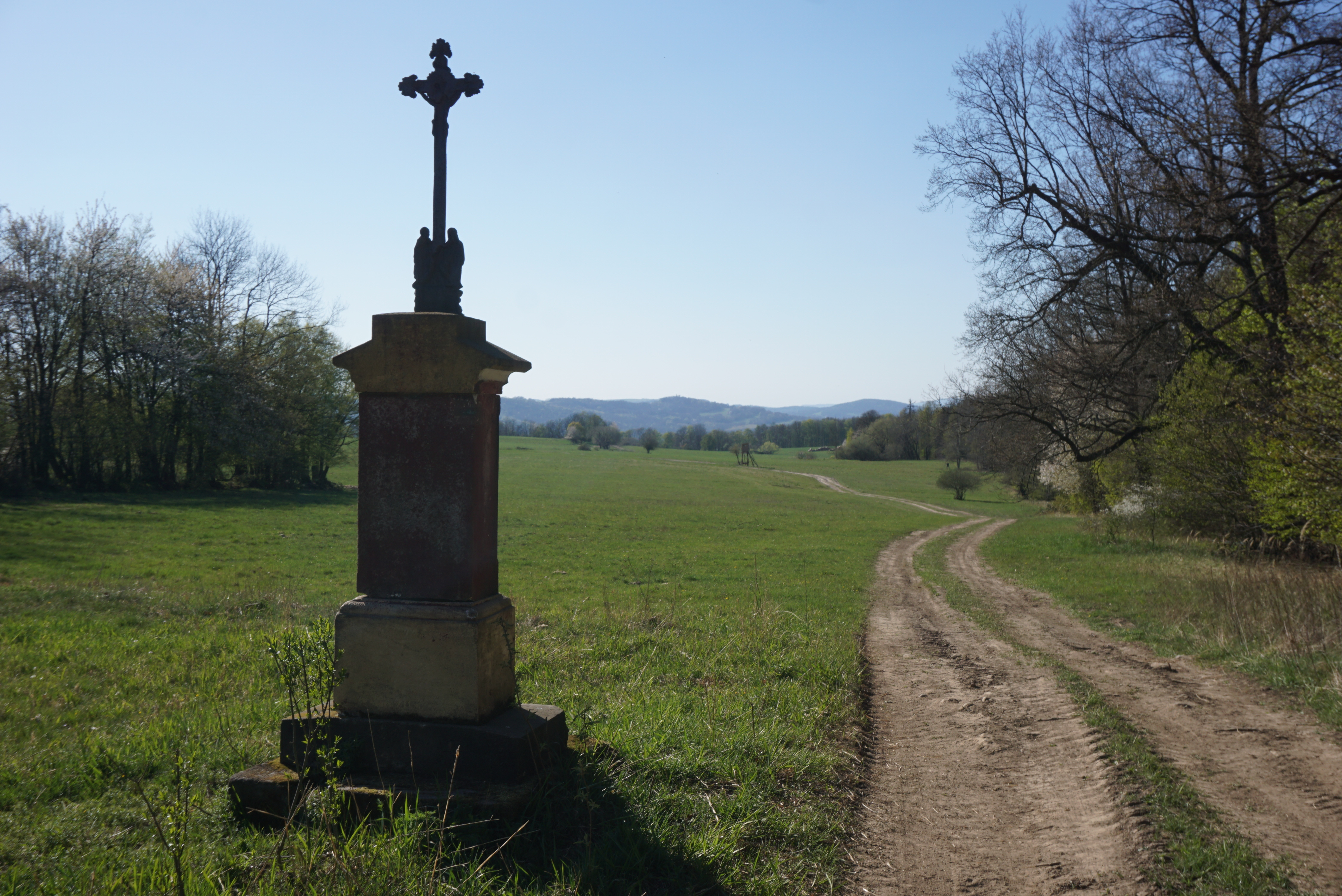
kříž na Kozelském hřebeni